# Diogenes biramus
Diogenes biramus is een tienpotigensoort uit de familie van de Diogenidae. De wetenschappelijke naam van de soort is voor het eerst geldig gepubliceerd in 1987 door Morgan.